# Николаев, Владимир Николаевич (Герой Советского Союза)
Владимир Николаевич Николаев (1921—1944) — офицер-танкист, гвардии капитан Рабоче-крестьянской Красной Армии, участник Великой Отечественной войны, Герой Советского Союза (1944).

## Биография
Владимир Николаев родился 9 февраля 1921 года в Казани. После окончания восьми классов школы работал слесарем на Казанском меховом комбинате. В 1939 году Николаев был призван на службу в Рабоче-крестьянскую Красную Армию. В 1941 году он окончил Чкаловское танковое училище. С июня 1942 года — на фронтах Великой Отечественной войны.
К августу 1944 года гвардии капитан Владимир Николаев был заместителем командира батальона 56-й гвардейской танковой бригады, 7-го гвардейского танкового корпуса, 3-й гвардейской танковой армии, 1-го Украинского фронта. Отличился во время освобождения Польши. Когда Николаев был ранен в одном из боёв и направлялся в госпиталь, в критический момент боя ему пришлось принять на себя руководство обороной переправы через Вислу в районе посёлка Коло в 2 километрах к западу от города Баранув-Сандомерский. 3-4 августа 1944 года под его руководством было отражено большое количество немецких контратак.
Указом Президиума Верховного Совета СССР от 23 сентября 1944 года за «мужество и героизм, проявленные при форсировании Вислы и удержании плацдарма на её западном берегу» гвардии капитан Владимир Николаев был удостоен высокого звания Героя Советского Союза. Орден Ленина и медаль «Золотая Звезда» он получить не успел, так как 30 октября 1944 года погиб в бою. Похоронен на Холме Славы во Львове.

## Награды
Был награждён двумя орденами Ленина, орденами Отечественной войны 1-й степени и Красной Звезды.

## Память
В честь героя названа улица Николаева в Казани.